# Ponta Morant
A ponta Morant (em inglês:  Morant Point) é um cabo que constitui o extremo oriental da Jamaica (excluindo os Morant Cays). Administrativamente pertence à Paróquia de São Tomás (Parish of St. Thomas). Dispõe de um farol.
É chamado "cabo Morante" em vários mapas antigos, incluindo um que data de 1572, mas tem o nome atual pelo menos desde 1671. 